# جيمس غرير مكدونالد
جيمس غرير مكدونالد (بالإنجليزية: James Greer McDonald)‏ هو سياسي أمريكي، ولد في 1824، وتوفي في 1909.